# Girls' Life
«Girls' Life» — американський журнал для дівчат підліткового віку. Заснований в серпні 1994, випущений за допомогою Monarch Services. Штаб-квартира розміщена у Балтиморі, Меріленд.

## Історія і обриси
Журнал містить інформацію про моду, косметику, зачіски, стосунки; поради про зняття напруги; ідеї, як підняти свою самоповагу; як створити гарний подарунок; де краще навчатись; кулінарні рецепти; інтерв'ю. Покриває і більш важкі теми, наприклад, расизм, сексуальне насильство, відчуття до хлопців. Сайт має програму для пошуку друзів по листуванні, відеоігри та різні обговорення; також наявна спеціальна колонка для дівчат віком близько 10 років, які мають проблеми і про вирішення яких хочуть запитати в аудиторії. Вважається безпечним для молодих дівчат, наприклад, які ще не досягли 12 років. Назва «Girls' Life» стала грою слів над журналом «Boys' Life», який вперше був опублікований в 1911.
На обкладинці журналу побували багато зірок Disney, такі як Лора Марано, Майлі Сайрус, Селена Гомес, The Cheetah Girls, Ешлі Тісдейл, Гейден Панеттьєр, Менді Мур, Емма Вотсон, Тейлор Свіфт, Емма Робертс, Демі Ловато, Аріана Ґранде. Спочатку на обкладинці журналу не було фотографій знаменитостей, але вони з'явились потім. Першою знаменитістю на обкладинці стала Алексіс Бледел, акторка найвідоміша з серіалу «Дівчата Гілмор». Про своє рішення щодо нового стилю обкладинки редактор сказав: «Журнали, на обкладинках яких є знаменитості продаються краще».
Кожен випуск має:
- Листи до редактора рубрики «We've Got Mail!»
- Календар подарунків
- Рубрика «Dear Carol»
- Нові модні тенденції
- Нові тенденції краси
- Дешевий й гарний одяг
- Мода: люби своє тіло
- Тести і опитування
- Гороскопи
- Безкоштовні календарі
- Короткі статті
- «GP BIs» (рубрика, в якій знаходяться найкращі поради від друзів)
- Тіло «'Q&A
- Хлопці Q&A
- Поради для стосунків із хлопцями